# 200er
Portal Geschichte | Portal Biografien | Aktuelle Ereignisse | Jahreskalender | Tagesartikel

◄ |
2. Jh. |
3. Jahrhundert
| 4. Jh. | ►

◄ |
170er |
180er |
190er |
200er
| 210er | 220er | 230er | ►

200 |
201 |
202 |
203 |
204 |
205 |
206 |
207 |
208 |
209

## Ereignisse

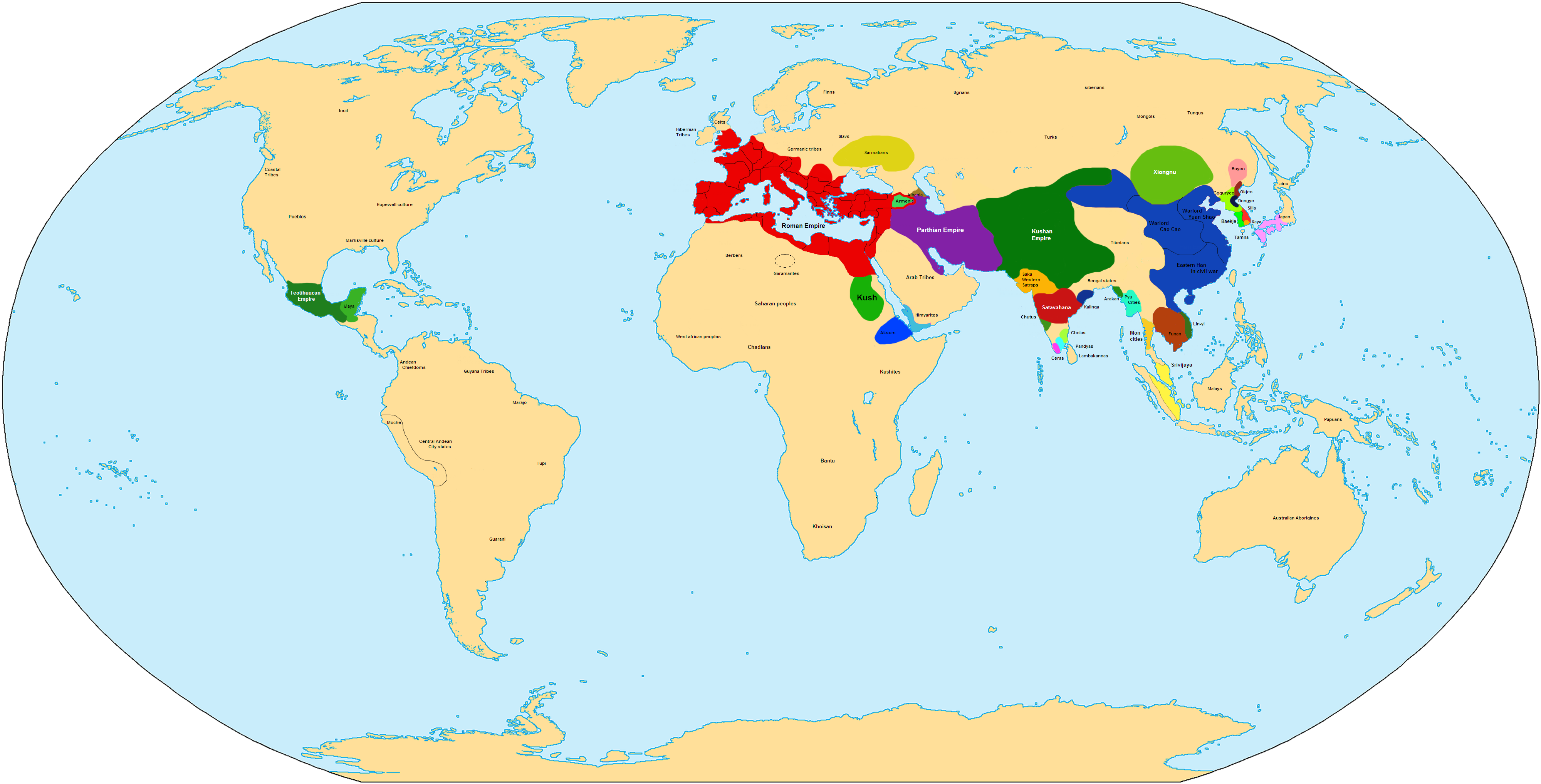
Weltkarte um 200 n. Chr.

- 200: Der Warlord Cao Cao schlägt seinen Konkurrenten Yuan Shao in der Schlacht von Guandu und einigt den Norden Chinas durch die Einnahme der 4 Zentralebenen Chinas.
- 202: Der römische Kaiser Severus erlässt ein Edikt, welches die Annahme des christlichen Glaubens verbietet.
- 208: Der Warlord Cao Cao wird in der Schlacht von Chibi von Liu Bei und Sun Quan geschlagen. Dies zementiert die Pattsituation der drei Mächte.
- 200: Teotihuacán-Kultur als einflussreichste mesoamerikanische Kultur im  Mexiko/Bundesstaat México. Die Kultur wurde benannt nach der Ruinenstätte in dem Tal, das vom Río San Juan  de Teotihuacán durchflossen wird. Sie dauerte von 200 v. Chr. bis 650 n. Chr.